# Рудаков, Владимир Иванович
Влади́мир Ива́нович Рудако́в (1930, Иваново — 22 января 1988, Москва) — советский инженер атомной отрасли, один из руководителей ликвидации последствий аварии на Чернобыльской АЭС.

## Биография

Могила Рудакова на Преображенском кладбище Москвы.

Владимир Иванович Рудаков родился в 1930 году в городе Иваново. В 1954 году он окончил энергомашиностроительный факультет Московского энергетического института, после чего работал на объектах атомной промышленности СССР, прошёл путь от инженера до директора треста «Энергоспецмонтаж». Возглавлял этот трест с 1966 по 1984 год.
Рудаков активно участвовал в строительстве большого количества атомных электростанций (в том числе Ленинградской и Игналинской), химических заводов, топливных комбинатов, новых городов. В 1984 году Рудаков был назначен на должность начальника 12-го Главного монтажного управления Министерства среднего машиностроения СССР (Главмонтаж).
После аварии на Чернобыльской АЭС на Управление Рудакова и НИКИМТ было возложено проектирование и проведение монтажных работ по строительству объекта «Укрытие». Рудаков, несмотря на запрет врачей, лично вылетел в зону, пострадавшую от аварии, где на месте руководил работой. Зная о риске для собственной жизни, он работал в самых опасных местах с высокой степенью радиоактивного заражения, отказываясь от предложений уехать в Москву. В общей сложности Рудаков провёл в Чернобыльской зоне более 130 суток. За трудовой и гражданский подвиг, совершённый им при ликвидации последствий аварии на Чернобыльской АЭС, Рудаков был награждён третьим по счёту орденом Ленина.
Рудаков скончался от последствий радиоактивного облучения 22 января 1988 года. Похороны при большом стечении народа прошли на Преображенском кладбище Москвы.
Был награждён тремя орденами Ленина, двумя орденами Трудового Красного Знамени и рядом медалей.В честь него названы улицы во многих городах постсоветского пространства.